# イスラエルサッカー協会
イスラエルサッカー協会（イスラエルサッカーきょうかい、ヘブライ語: ההתאחדות לכדורגל בישראל, ラテン文字転写: HaHit'aḥdut leKaduregel beIsrael, 略称: IFA）は、イスラエルのサッカー統括団体である。イギリス委任統治領時代の1928年に、「エレツ・イスラエル / パレスチナサッカー協会」として設立された。
国内サッカーリーグであるイスラエル・プレミアリーグの運営や、サッカーイスラエル代表などを組織する。本部はラマト・ガンに置かれる。

## 歴史
1928年8月にエレツ・イスラエル／パレスチナサッカー協会として設立され、FIFAに加盟を申し込んだ。これは1929年6月6日にエレツ・イスラエル／パレスチナサッカー協会として認められた。最初のエレツ・イスラエル／パレスチナサッカーリーグは1932年に始まった。
1954年第2回マニラアジア大会がきっかけで、大会中の1954年5月8日に他の12か国と共にアジアサッカー連盟(AFC)を設立したが、加盟はしなかった(なお、アジアサッカー連盟(AFC)は政治的配慮から現在もなお、イスラエルをAFC創設メンバーとしては認めていない)。それから2年後の1956年にイスラエルサッカー協会はAFCに加盟した。
サッカーイスラエル代表はアジア代表として1970年FIFAワールドカップ・メキシコ大会に出場した。だが、イスラエル＝アラブ紛争（パレスチナ問題及び中東戦争等）により周辺アラブ諸国との関係が悪化し、アラブ諸国（ほかにインドネシアや北朝鮮や中国）を中心としたボイコット（対戦拒否、大会参加拒否）が激化していった。それにより、AFCに所属しながらも1972年よりAFCアジアカップへの出場を辞退せざるを得なくなった。1973年10月6日に第四次中東戦争が起こると、もはや対戦不可能な状態に陥った。そして、1974年9月14日、テヘランアジア大会の開催期間中にイランの首都テヘランで開催されたAFC総会で除名された。なお、このテヘランアジア大会サッカー競技でイスラエルは決勝でイランと対戦しており、0-1で敗れた。この試合がAFCとしての最後の試合となった。AFC除名以降は、地域連盟未所属のまま活動することになった。
FIFAワールドカップ予選においては1970年、1974年、1978年にはアジア・オセアニア枠へと組み込まれたものの、1950年、1954年、1966年、1982年にはヨーロッパ枠に組み込まれ、その後、オセアニアサッカー連盟(OFC)の暫定メンバーとして、1986年、1990年はオセアニア予選に参加し、遠方への遠征を強いられることとなった。このためイスラエルサッカー協会は欧州サッカー連盟（UEFA）への加盟を希望しており、1992年にこれが認められた。以後、イスラエルのクラブはUEFAのさまざまなクラブ大会に参加し、イスラエル代表は欧州選手権や欧州代表としてのワールドカップ出場を目指している。なお、UEFA加盟後、サッカーイスラエル代表はFIFAワールドカップおよび欧州選手権には出場できていない。

## エピソード
2010年1月1日、イランサッカー協会が各国の協会に新年の挨拶メールを送る際に、イスラエルサッカー協会に誤送信した。イランとイスラエルは、現在も敵対しているが、イスラエルサッカー協会はこのメールに返信したという。イランではイスラエルとの対話はタブーとされている。2005年にはローマ法王ヨハネ・パウロ2世の葬儀が行われたバチカンで、イランのハータミー前大統領がイスラエルのカツァブ前大統領と握手したと報じられると、ハータミー前大統領がイラン国内で非難されたほどである。